# Pineberry
Пайнберри или Pineberry (от англ. PINEapple- ананас и strawBERRY — клубника) — сорт Садовой земляники. Научное название — Fragaria x ananassa 'Pineberry'. Является гибридом между чилийской земляникой из Южной Америки и виргинской земляникой, произрастающей в Северной Америке. Плоды имеют белый или розовый цвет. 

## Описание
Многолетнее травянистое растение семейства Розовых, рода Земляника. Имеет крупные тройчатые листья. Соцветие представляет многоцветковый щиток. Цветки белого цвета, обоеполые пятилепестковые. Цветки имеют большое количество тычинок и пестиков.
Плод, или многоорешек — разросшиеся цветоложе, «земляничина». Мякоть плода имеет белый — светло-оранжевый цвет, чем сорт и отличается от обычной земляники. «Семена» этого растения — то есть многоорешки на внешней части плода — красного цвета.
Абсолютно белые плоды Пайнберри получают только в коммерческих условиях — от яркого солнца на грядке ягоды розовеют.
Вкус плода — напоминает клубнику и немного ананас, хотя некоторые считают что вкус наиболее близок к клубничным леденцам. Плодоносит весной и осенью.
Ягоды пайнберри небольшие — 2—3 сантиметра в диаметре. В ягодах отсутствует ген Fra a1 — ген клубники, отвечающий за красный цвет.

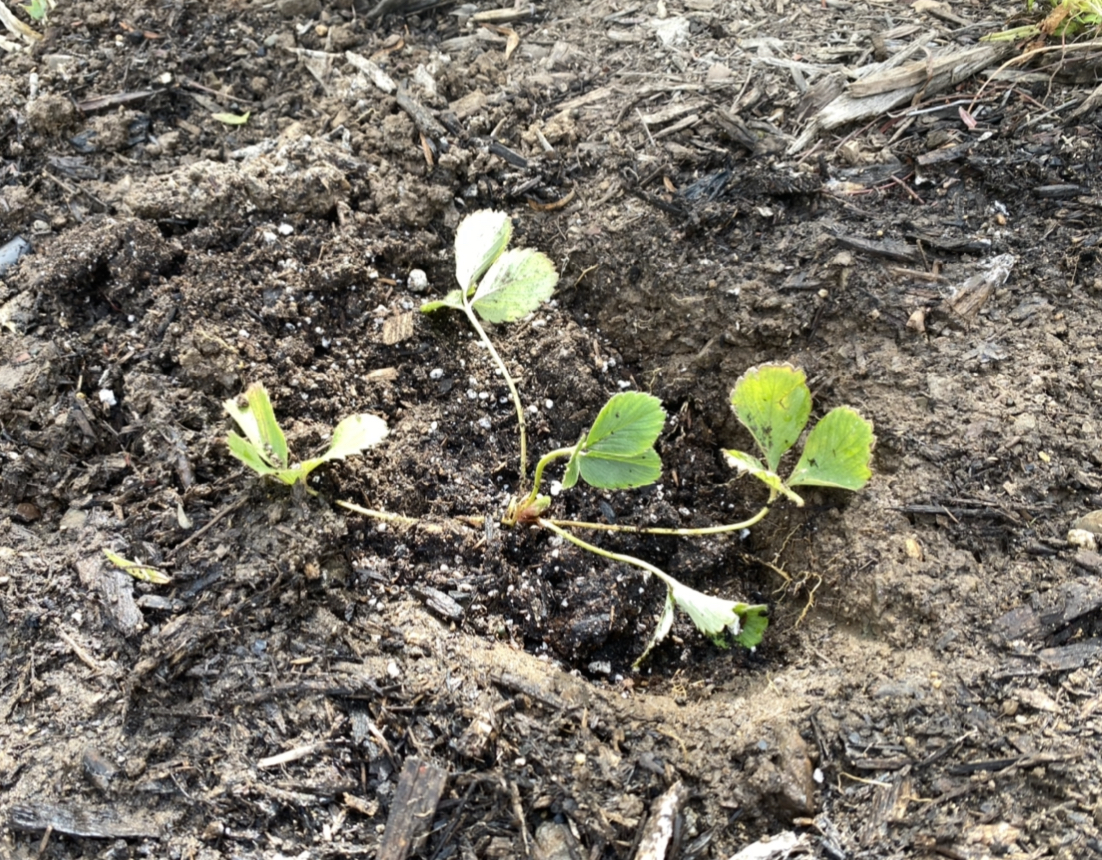
Растение сорта Пайнберри